# 문화공원 (인천)
문화공원(文化公園)은 인천광역시 연수구 연수동에 있는 공원이다. 넓이는 4만 1908m2로, 1994년 조성되었다.
주요 시설로 야외음악당, 화장실 2개소, 물놀이장, 바닥 분수, 워터스크린 등이 있다.